# Cronache del basso futuro
Cronache del basso futuro (Globalhead) è un'antologia di racconti fantascientifici di Bruce Sterling del 1991.
L'antologia è uscita in Italia il 10 luglio 1994 nella collana Urania (n. 1235), nella traduzione di Laura Serra.

## Racconti
- La nostra Chernobyl neurale (Our Neural Chernobyl)
- Il Compassionevole, il Digitale (The Compassionate, the Digital)
- Jim e Irene (Jim and Irene)
- La spada di Damocle (The Sword of Damocles)
- Le guerre del Golfo (The Gulf Wars)
- Le rive della Boemia (The Shores of Bohemia)
- Il proiettile morale (The Moral Bullet)
- L'Impensabile (The Unthinktable)
- Vediamo le cose in maniera diversa (We See Things Differently)
- Hollywood Cremlino (Hollywood Kremlin)
- Siete a favore o contro la 486? (Are You for 486?)